# Adam Matysek
Adam Matysek (Piekary Śląskie, 19 luglio 1968) è un ex calciatore polacco, di ruolo portiere.
Ha giocato 34 partite con la nazionale di calcio della Polonia ed è stato selezionato per i campionati mondiali del 2002, senza scendere mai in campo.
Dopo il ritiro, ha fatto il preparatore dei portieri per la PZPN e successivamente per il Norimberga.